# La bolsa
«La bolsa» es la decimotercera canción que forma parte del quinto álbum de estudio, Hijos del culo, perteneciente a la banda de rock de Argentina llamada Bersuit Vergarabat.

## Historia
La canción fue compuesta por la mayoría de los integrantes de la agrupación, a comienzos del año 2000, durante un encuentro en la casa de un asistente de la banda, en la ciudad de Buenos Aires.
 
Quien presuntamente le habría robado al grupo una bolsa (como comúnmente llaman los argentinos a la cocaína). 

Si esta noche la bolsita no aparece/ la monada se enloquece.
Fragmento de «La bolsa».

Esta canción fue su primer corte de difusión y tuvo gran difusión por su mezcla de rock y cuarteto. El videoclip del mismo, muestra imágenes de la banda en un asado, mientras en otra secuencia se los ve en un colectivo con sus característicos pijamas.